# Тарбагатайський район (Бурятія)
Тарбагатайський район (рос. Тарбагатайский район, бур. Тарбагатай аймаг) — адміністративна одиниця Республіки Бурятія Російської Федерації.
Адміністративний центр — село Тарбагатай.

## Адміністративний поділ
До складу району входять 10 сільських поселень:
1. Барикінське — с. Барикіно
2. Большекуналейське — с. Большой Куналей
3. Десятниковське — с. Десятниково
4. Жиримське — с. Верхній Жирим
5. Заводське — сел. Ніколаєвський
6. Куйтунське — с. Куйтун
7. Нижньожиримське — с. Нижній Жирим
8. Саянтуйське — с. Нижній Саянтуй
9. Тарбагатайське — с. Тарбагатай
10. Шалутське — с. Солонци